# متحف بيت المرايا
متحف بيت المرايا هو أحد متاحف الكويت، ويقع في منطقة القادسية.
تعود ملكية المنزل للفنان التشكيلي خليفة القطان وزوجته الإيطالية ليديا القطان، حيث كانا يعيشان فيه. وبعد وفاة خليفة القطان، قامت زوجنه ليديا بتحويل المنزل إلى متحف، ليصبح أحد المعالم الفنية الرائعة في دولة الكويت. يحمل البيت هذا الاسم لما يحويه من مرايا مختلفة الأشكال والألوان قامت الفنانه ليديا بتغطية المنزل بها.
فقامت ليديا باستخدام قطع المرايا لحماية الجدران من رسومات ابنتها الوحيدة «جليلة» ولاحقا من النمل الأبيض الذي كافحته بتزيين غرف المنزل وأسقفها بأطنان من قطع المرايا بأشكال ترمز إلى الطبيعة الأرضية والآيات القرآنية. كما زينت ليديا الطابق العلوي من منزلها الذي جرى بناؤه في عام 1960، بعشرات اللوحات الفنية التي تعود لزوجها الراحل خليفة القطان، ومجموعة أخرى من إبداعها، فضلا عن غرف خاصة تحاكي المجموعة الشمسية.
يتميز المتحف بدورين. فيكتسي الدور الأول بفسيفساء مشرقة وملونة من الداخل إلى الخارج، حيث تغطى الغرفة بكاملها بفسيفساء المرايا من الأرض إلى السقف. بينما يحوي الدور الثاني على العديد من مجموعات متعددة من اللوحات التشكيلية والتي تتعلق ب الفنان العظيم خليفة القطان. ويعرض المعرض بعض أعمال الفنانين في الطابق العلوي.

## وصلات خارجية
- صفحة المتحف

1. ↑  بيت المرايا The Mirror House نسخة محفوظة 20 يناير 2021 على موقع واي باك مشين.
2. ↑  متحف بيت المرايا نسخة محفوظة 20 يناير 2021 على موقع واي باك مشين.
3. ↑  بيت المرايا في الكويت | المرسال نسخة محفوظة 20 يناير 2021 على موقع واي باك مشين.
4. 1 2  بيت المرايا | دليل الكويت السياحي نسخة محفوظة 22 سبتمبر 2020 على موقع واي باك مشين.
5. ↑  search نسخة محفوظة 29 يونيو 2020 على موقع واي باك مشين.
6. ↑  متحف بيت المرايا.. من أجمل المعالم السياحية في الكويت نسخة محفوظة 20 يناير 2021 على موقع واي باك مشين.
7. ↑  معلومات عن بيت المرايا في الكويت اين يقع - كويت انفو نسخة محفوظة 20 يناير 2021 على موقع واي باك مشين.